# Vouli Tileorasi
Vouli Tileorasi (traducido por: la televisión del Parlamento) es una cadena de televisión privada griega. Fue fundada en 1999. Actualmente pertenece al grupo  ERT.
Su programación se orienta hacia el trabajo del Parlamento Helénico, pero propone también documentales, servicios informativos y películas. 